# Catastrofina
La catastrofina, estatmina o KIF2, é uma proteína motora associada a microtúbulos que causa a desestabilização, ou seja, aumenta a instabilidade dinâmica, da extremidade (+) do microtúbulo. É especificamente uma proteína de estrutura semelhante à cinesina com um domínio motor situado na parte média da sua cadeia pesada.